# Milion (film)
Milion (fr. Le million) – francuska komedia muzyczna z 1931 roku w reżyserii René Claira, zrealizowana w scenerii Paryża. Film opowiada historię pewnej marynarki, która została skradziona przez złodzieja. Następuje pogoń za marynarką, w której znajdował się los z wygraną na loterii.